# تعصب (فیلم ۱۹۱۶)
تعصب (به انگلیسی: Intolerance) فیلمی صامت به مدت ۳ ساعت و ۳۰ دقیقه به کارگردانی دی. دبلیو. گریفیث با بازی ورا لوئیس است. این فیلم به عنوان یکی از بزرگترین شاهکارهای دورهٔ سینمای صامت در نظر گرفته می‌شود.

## خلاصه داستان

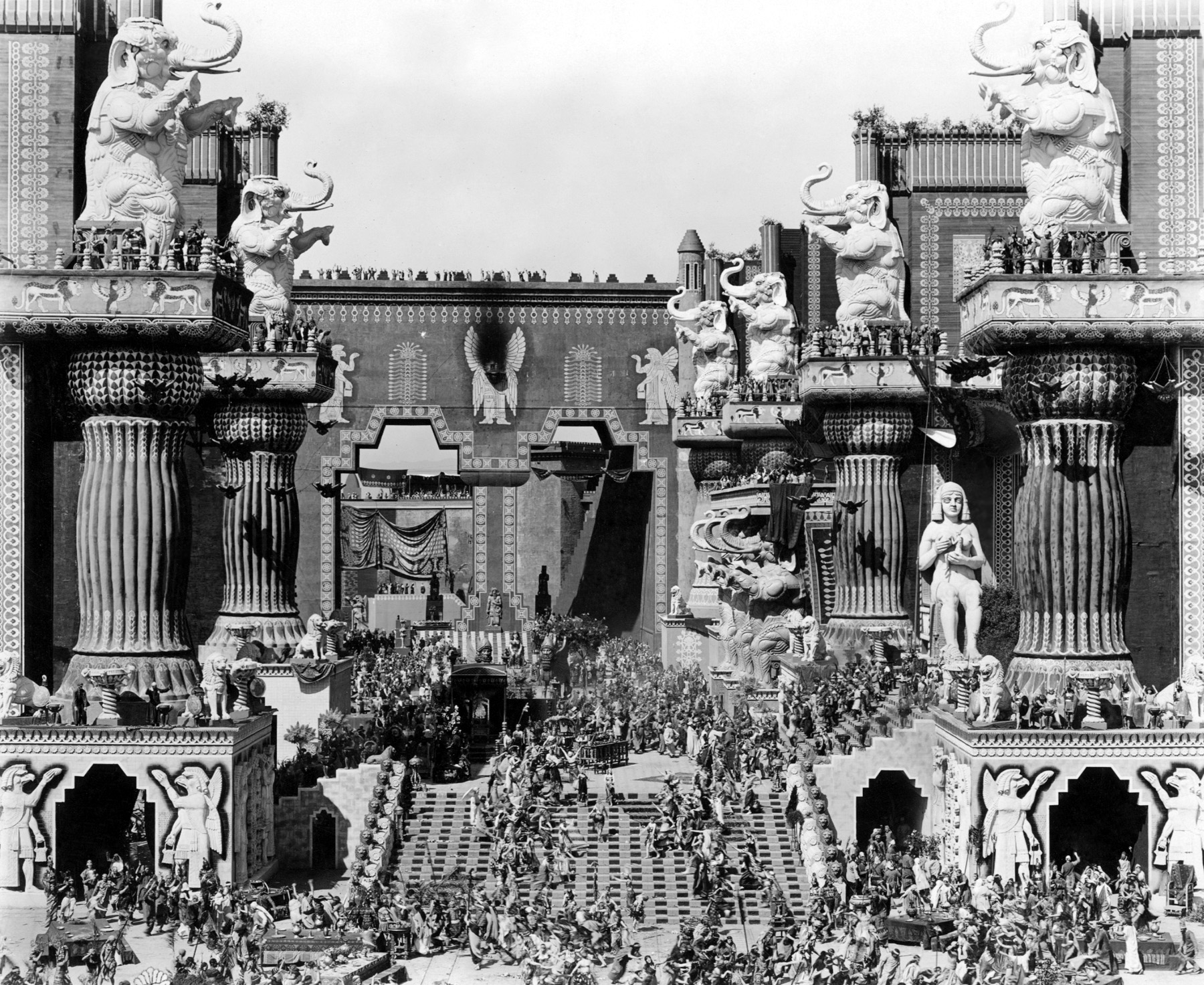
تعصب به کارگردانی گریفیث

داستان یک زن جوان فقیر، که با تعصب از همسر و نوزادش جدا شده‌است، با داستانهای عدم تحمل در طول تاریخ آمیخته شده‌است.
عدم تحمل و آثار وحشتناک آن در چهار دوره تاریخی مورد بررسی قرار می‌گیرد. در بابل باستان، یک دختر کوهستانی گرفتار رقابت مذهبی است که منجر به سقوط شهر می‌شود. در یهودیه، فریسیان ریاکار عیسی مسیح را محکوم می‌کنند. در ۱۵۷۲ پاریس، بی‌خبر از قتل‌عام قدیس بارتولومه، دو جوان هوگنوت برای ازدواج آماده می‌شوند. سرانجام، در آمریکای مدرن، اصلاح طلبان اجتماعی زندگی یک زن جوان و معشوق او را نابود می‌کنند.